# 이지나 (가수)
이지나(1979년 10월 14일 ~ )은 대한민국의 가수이다.

## 데뷔
- 2001년 '나빠'

## 음반
- 2005년 사랑한다 말해 / 잘 있거라 부산항
- 2001년 Because You

## 수상
- 2006년 제13회 대한민국 연예예술상 연예인 봉사상
- 2010년 제16회 대한민국 연예예술상 사회봉사상